# Scylla (system zarządzania bazą danych)
Scylla – otwartoźródłowy system zarządzania bazą danych NoSQL napisany w języku programowania C++ z wykorzystaniem standardu C++20 oraz frameworka Seastar. Jest wzorowana na Apache Cassandra i posiada taki sam interfejs, dzięki czemu pozwala to na korzystanie z tych samych aplikacji klienckich. Według testów przeprowadzonych przez IBM jest 10 razy wydajniejsza niż wzorzec oraz zapewnia mniejsze opóźnienia. Scylla ma wysoce skalowalną architekturę pozwalającą na skalowanie wertykalne i horyzontalne. W celu zwiększenia dostępności i niezawodności automatycznie przełącza się w tryb awaryjny oraz replikuje pomiędzy węzłami. Została napisana według modelu programowania asynchronicznego. Używa własnej pamięci podręcznej i nie polega na cache systemu operacyjnego. Ponadto używa podejścia shard per core. Scylla do przechowywania danych używa SSTable (Sorted Strings Table), które zawierają pary klucz-wartość.
Ze Scylli korzystają m.in.: Allegro, CERN, IBM, Intel, Los Alamos National Laboratory, Samsung SDS.